# Narses de Pèrsia

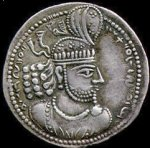
Narses de Pèrsia

Narses o Narseu (en pahlavi 𐭭𐭥𐭮𐭧𐭩), va ser rei d'Armènia (de l'any 272 al 292 i rei sassànida de Pèrsia del 292 al 302. Era fill de Sapor I. Abans de ser rei va ser príncep a Sakastana (Sistan), Sind i altres llocs. Va succeir al seu besnebot Bahram III mercès al suport que tenia dels magnats i del cap religiós Karder.
Com a rei de Pèrsia va succeir el 271 al seu germà Artavasdes VII, que el 272 va pujar al tron amb el nom d'Ormazd I). El 283 la derrota davant els romans va fer perdre als perses la meitat occidental d'Armènia, i llavors Narses només era rei d'Armènia oriental, mentre els romans van instal·lar com a rei a la part occidental a Khosrov II, fill de Tiridates II. El 287 els perses, derrotats altre cop, van renunciar a Armènia Occidental que va passar llavors a Tiridates III, germà de Khosrov, mentre Narses en conservava la part oriental. Narses va retornar a Pèrsia el 293 per pujar al tron imperial.
Va estar durant vuit anys en guerra contra Dioclecià i contra el seu gendre Galeri. Tiridates III d'Armènia, fill de Tiridates II, i que era aliat romà, va fer alguns atacs que van provocar la resposta persa l'any 296. Sorprès per l'ofensiva persa, va fugir però Galeri va poder aturar l'atac quan va arribar en ajut i es va sumar a les forces armènies, rebutjant als perses. Després Galeri va envair Mesopotàmia on es trobava Narses i es van lliurar tres batalles, les dues primeres sense guanyador clar, però la tercera, lliurada a Cal·linícon, suposà una gran victòria per Narses i una greu derrota per Galeri que es va haver de retirar cap a Antioquia. El seu sogre Dioclecià, que era a la ciutat, li va tirar en cara la derrota. Galeri va preparar la revenja i a l'hivern va fer els preparatius (296-297) per una nova invasió d'Armènia amb 25000 homes.
El 297 va entrar a Armènia on ja era Narses; amb el suport dels armenis va sorprendre el camp persa i va derrotar Narses, que va haver de fugir; la dona del rei, les seves germanes i alguns dels seus fills van ser fets presoners. Tota la Mesopotàmia oriental va tornar als romans i Tiridates III va conservar el tron armeni. Narses va enviar un ambaixador de nom Afraban a Galeri per obtenir la pau però el cèsar romà no va donar cap resposta; finalment, després de consultar a Dioclecià, aquest va recomanar acceptar la pau amb els perses, pau que es va concertar probablement el mateix any 297; segons aquest tractat, es van cedir cinc províncies a Roma: Ingilena, Sofene, Arzanene, Corduena i Zabdicene; altres llistes donen Arzanene, Moxoene, Zabdicene, Rehimene i Corduena; el regne d'Armènia rebia alguns territoris per la part de Mèdia, fins a la fortalesa de Zintha. Pèrsia renunciava a qualsevol dret sobre el Regne d'Ibèria.
Poc després de la pau, Narses va abdicar a favor del seu fill Ormazd II. Va viure encara alguns anys més però se sap que ja era mort el 309.